# Jim Korderas
Demetrius Korderas, más conocido como su nombre de árbitro, Jim "Jimmy" Korderas (19 de marzo de 1962), es un árbitro de lucha libre profesional canadiense que trabajó 22 años para la World Wrestling Entertainment.

## Carrera de lucha libre profesional

### Principios de su carrera
Korderas empezó trabajando como árbitro de lucha libre en 1985 en Maple Leaf Gardens. Al principio, fue contratado como parte del reparto del ring, introducido por su amigo Jack Tunney. Tras trabajar en ese puesto durante un año y medio, empezó a arbitrar. Su primer combate fue entre Special Delivery Jones y Red Demon.

### World Wrestling Federation/Entertainment (1987-2009)
En WrestleMania IV, Korderas fue nockeado por Jimmy Hart, tras recibir amenazas de Hart con su megáfono. Como resultado, tuvo que ser asistido en el ring.
El 23 de mayo de 1999, Korderas iba a ser el árbitro del combate en WWF Over the Edge entre "Blue Blazer" Owen Hart y The Godfather. Estuvo en el ring cuando Hart cayó y murió. De acuerdo con reportajes, Hart avisó a Korderas para que se apartara porque no quería caer encima de él.
Durante una huelga de árbitros de la WWF (kayfabe) a finales de 1999, Korderas fue el único que no se unió a la huelga, siendo atacado por los árbitros en huelga en Unforgiven de 1999.
En Rebellion del 2002, en un "Kiss my Ass Match" (Besa mi culo) con Rikishi contra Albert, Korderas hizo que Albert besara el culo de Rikishi mientras corría fuera del estadio.
El 4 de noviembre de 2004, en el episodio de SmackDown!, durante Tough Enough, Kurt Angle, antiguo luchador amateur, y medalla de oro en los Juegos Olímpicos de 1996, retó a los finalistas de Tough Enough a hacer un concurso de flexiones. El campeón fue Chris Nawrocki, y el premio fue un combate contra Kurt Angle. Tras ganar Angle a Nawrocki, Angle fue retado por un luchador profesional de artes marciales mixtas, Daniel Puder. Durante el combate, Puder tiró al suelo a Angle, y le hizo un "kimura lock". Korderas, uno de los dos árbitros en el ring, hizo la cuenta de tres rápido, aunque observó que los pies de Puder no estaban dentro del ring.
.

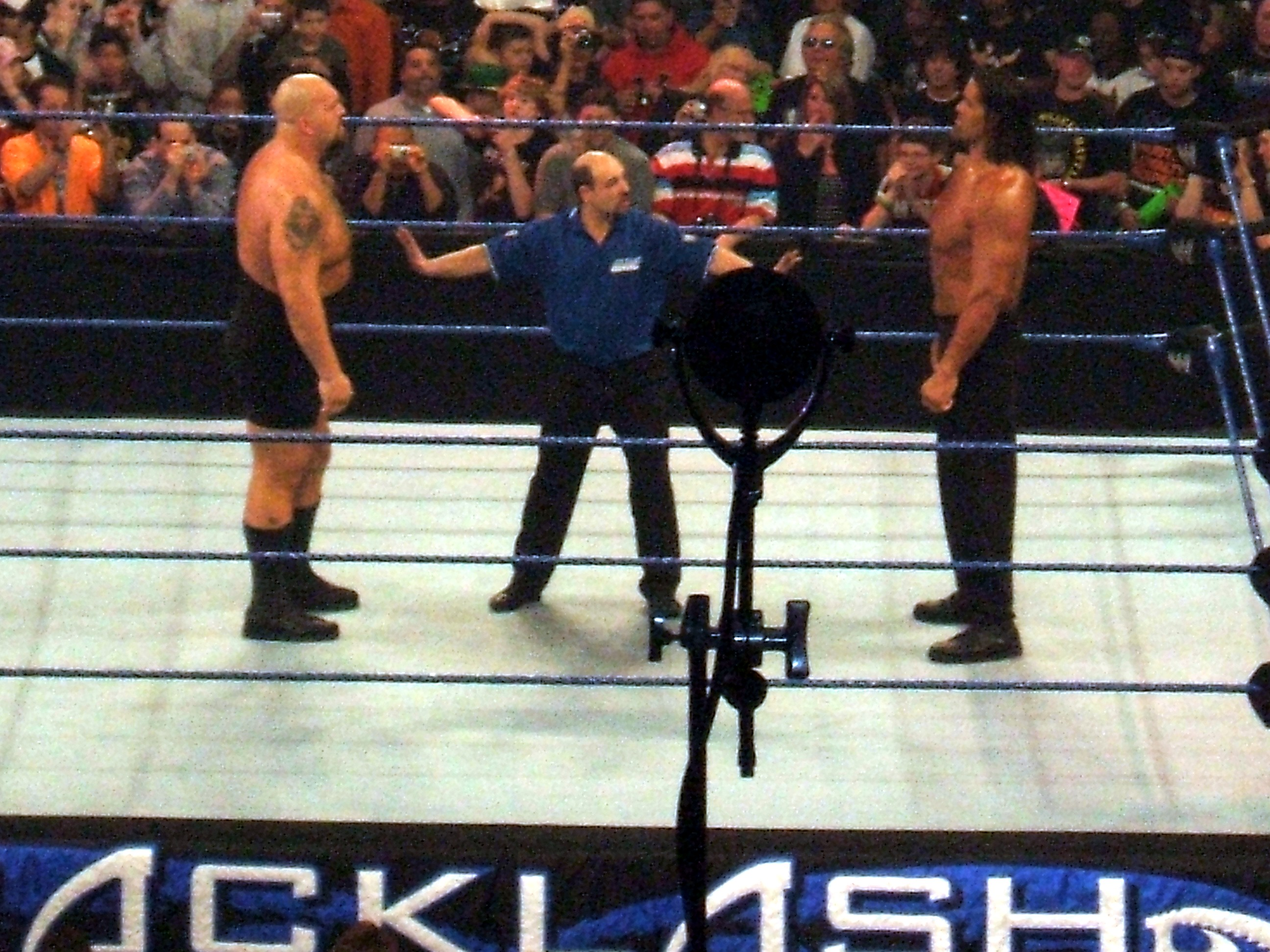
The Great Khali contra Big Show en Backlash, con Jim Korderas en el medio.

Korderas formó parte de un pequeño papel, en la última aparición de JBL en SmackDown!. Era el árbitro en el combate de JBL contra Rey Mysterio por el "World Heavyweight Championship". Tras dar el final del combate, Korderas aguantaba el título, avanzando hacia JBL para dárselo, hasta que observó que Mysterio tenía un pie en la cuerda. Jim hizo comenzar de nuevo el combate. Tras esto, JBL empujó a Mysterio hacia Korderas, chocando contra los protectores y dejándolo inconsciente. Volvió en sí para contar hasta tres a favor de Mysterio, tras un combate con objetos ilegales usados. Más temprano, esa misma noche, Korderas había sido asignado para arbitrar el combate entre JBL y Bobby Lashley por el WWE United States Championship, el cual Lashley ganó. JBL como comentarista ha criticado constantemente a Korderas por ser canadiense, y aclamó que él le había arrebatado la oportunidad de tener el título.
En 2006, la WWE tuvo que despedirle por razones de salud, pero regresó pronto. En noviembre de 2008 los árbitros dejaron de ser exclusivos de una marca. El 9 de enero de 2009, WWE libró a Korderas de su contrato.

## Vida personal
Tras salir de la WWE, Korderas empezó a pasar más tiempo con su esposa y familia, además de tomar clases de actor.
También es copresentador del programa de la Hardcore Sports Radio "Aftermath", presentado por Arda Ocal. El programa se emitía desde las 11 hasta media noche, hora americana del este. También es copresentador de los episodios de los viernes de "Aftermath" en theScore.